# Tăcere (film din 2001)
Tăcere  (sau Liniște) (în poloneză Cisza) este un film polonez din 2001 regizat de Michał Rosa, după un scenariu de Rosa și Krzysztof Piesiewicz⁠(d). Rosa a fost desemnat cel mai bun regizor de film la Festivalul de Film Polonez de la Gdynia din 2001. Actrița Kinga Preis a câștigat premiul pentru cea mai bună actriță atât la Festivalul de Film Polonez, cât și la Premiile Filmului Polonez din 2002. Filmul a fost, de asemenea, nominalizat la Premiile Filmului Polonez pentru cinematografia și pentru coloana sa sonoră.
Tăcere (Cisza) este unul dintre numeroasele filme poloneze lansate în 2001 care au o temă religioasă. Potrivit lui Piesiewicz, Tăcere a fost conceput ca primul dintre cele opt filme menite să „sintetizeze ultimii 20 de ani din istoria Poloniei”. Seria de filme urma să se numească Naznaczeni (Predestinat).

## Rezumat
Filmul începe în 1978 în Łódź, când un băiat, Szymon, provoacă fără să vrea un accident mortal de mașină în timp ce face farse împreună cu prietenii săi. Povestea sare înainte cu 22 de ani, când Szymon (acum interpretat de Bartosz Opania) se împrietenește cu Mimi (interpretată de Kinga Preis). Părinții lui Mimi au fost uciși în accidentul de mașină cu 22 de ani mai devreme, iar Mimi este cea care a supraviețuit accidentului. Relația dintre cei doi o obligă pe Mimi să se confrunte cu problemele din trecutul ei și cu atitudinea ei față de propria ei fiică, în timp ce Szymon încearcă să scape de vinovăția pe care o simte veghind și încercând să o protejeze pe Mimi.

## Distribuție
- Kinga Preis ca Magdalena „Mimi”
- Bartosz Opania ca Szymon
- Zuzanna Rezner ca Magda
- Marek Kimona ca Szymon
- Ilona Ostrowska
- Irena Burawska
- Magdalena Kuta ca Stanisława
- Laura Konczarek ca Ola
- Wojciech Wasasik
- Piotr Kopczyński
- Wojciech Kalarus
- Przemysław Rezner
- Jolanta Fraszyńska
- Sylwia Juszczak
- Jerzy Matula

## Recepție
Criticul de film Andrew James Horton a susținut că „portretizarea în film a unei femei care se îndrăgostește de urmăritorul ei va avea o moralitate rea și insensibilă și va depăși obiectivele altfel demne ale lui Piesiewicz”. Autorul Steven Woodward subliniază că același lucru s-ar putea spune și despre alte filme scrise de Piesiewicz, cum ar fi Un scurt film despre iubire și Viața dublă a Veronicăi (regizate de Krzysztof Kieślowski), și că Cisza „aspiră la metafizica din Viața dublă a Veronicăi.